# Erratomyces
Erratomyces — рід грибів родини Tilletiaceae. Назва вперше опублікована 1997 року.

## Класифікація
До роду Erratomyces відносять 5 видів:
- Erratomyces ajmeriensis
- Erratomyces crotalariae
- Erratomyces patelii
- Erratomyces smithiae
- Erratomyces thirumalacharii